# Bakuryū Sentai Abaranger
Hurricaneger Deka Ranggers
Bakuryū Sentai Abaranger (爆竜戦隊アバレンジャー, Bakuryū Sentai Abarenjā) est une série télévisée japonaise du genre sentai en 50 épisodes de 25 minutes, produite en 2003.